# L'oncle Vània
|  | Per a altres significats, vegeu «L'oncle Vània (desambiguació)». |

L'oncle Vània (en rus: Дядя Ваня, Diàdia Vània) és una obra de teatre en quatre actes d'Anton Txékhov publicada el 1899.
El drama es basa en l'obra de teatre Leixi (en rus: Леший, també coneguda com El dimoni de fusta), que Txékhov va escriure el 1889 i va passar desapercebuda. En la nova obra, els personatges van quedar reduïts de dues dotzenes a nou; Anton Txékhov va canviar el suïcidi d'El dimoni de fusta en un frustrat homicidi de l'oncle Vania, i el final feliç de l'obra original va quedar transformat en un amarg desenllaç.
L'oncle Vània va ser inicialment representada en pobles de província russos fins que va fer el salt al Teatre d'Art de Moscou el 26 d'octubre de 1899, després d'haver sofert diversos retocs. En aquesta representació Olga Knipper, que més tard esdevindria l'esposa de Txékhov, interpretava el paper d'Elena. L'èxit de l'obra no va ser ni de bon tros immediat, per bé que Màxim Gorki, que havia vist l'obra a Nijni Nóvgorod, va felicitar l'autor pel seu bon treball.

## Trama
El professor Serebriàkov i la seva segona esposa, la jove i bonica Elena, acaben d'instal·lar-se a la seva hisenda, abans només habitada per Sònia, filla del primer matrimoni del professor Serebriàkov, el seu oncle Ivan Voinitski -conegut com l'oncle Vània-, Maria Vasilevnala -la mare d'Ivan- i Teleguin, un terratinent arruïnat.
En la calma i monòtona quotidianitat de la hisenda, Sònia i l'oncle Vània han consagrat al llarg dels anys les seves vides a treballar àrduament per finançar la intel·lectual vida del professor Serebriàkov, dedicada a escriure articles d'art. Això no obstant, aquesta devoció per Serebriàkov toca la seva fi quan amb el seu retorn a la hisenda s'adonen que, de fet, el professor no és altra cosa que un veritable fracassat que no coneixerà mai l'èxit.
La decepció per Serebriàkov s'afegeix a la frustració causada per la cadena d'amors no correspostos que té lloc a la hisenda: Sònia està enamorada del doctor Àstrov, que alhora està enamorat d'Elena, la qual el rebutja. Paral·lelament, Elena es veu també cobejada per l'oncle Vània, però el seu pragmatisme la fa restar al costat del professor malgrat no estar-ne enamorada.
La frustració del desenganyat oncle Vània, que veu la seva vida arruïnada a causa de Serebriàkov, es transforma en fúria quan el professor té l'egoista idea de vendre la hisenda per comprar una residència estiuenca per a ell i la seva esposa. En veure en perill el seu habitatge, que és també el de la seva mare i el de Sònia, l'oncle Vània perd els nervis i retreu a Serebriàkov que la hisenda va ser íntegrament comprada amb el capital de la primera esposa -la seva germana- i els seus propis estalvis. A més, li recorda els més de vint-i-cinc anys de treball que ell s'ha sacrificat per tirar endavant la hisenda. Seguidament, l'oncle Vània, fora de si, dispara dues vegades contra el seu cunyat, però falla l'objectiu.
Finalment, el professor i la seva esposa decideixen anar-se'n de la hisenda. Sònia i l'oncle Vània prometen al professor continuar donant-li puntualment una renda, tal com han fet tota la vida.